# ジーファースの法則
ジーファースの法則（英Sievers’s law）は、先行する音節の音声に影響されたことによってインド・ヨーロッパ祖語（PIE）の母音の前の渡り音（*w, *y）のある子音の発音を説明する法則である。
先行する音節の重さに条件付けられて、特にこれは *iy と *y の間での（ひょっとしたら *uw と *w の間でも）交替を指す。例えば、PIEの *kor-yo-s はゲルマン祖語の *harjaz, ゴート語の *harjis「軍隊（army）」になったが、PIE ḱerdh-yo-s はゲルマン祖語 *hirdijaz, ゴート語 hairdeis /hɛrdiːs/「羊飼い（shepherd）」になった。これは交替に形態論的な関係がないが音韻論的状況に依存することによって、アプラウトとは区別される。PIE *iy は重音節（二重母音、長母音、または複数の子音で終わる音節）の後にあらわれたが、*y は軽音節（単一の子音が後続する短母音）の後にあらわれる。

## 研究の歴史

### 発見
この現象はドイツの文献学者エドゥアルト・ジーファース（1859-1932）によって発見されたが、彼の目的はゲルマン祖語における一定の現象を説明することであった。彼は最初から語中の *y についてのみを論じた。また、ほとんど余談として、似た現象が最も早い段階のサンスクリット語の資料にも見られることを指摘した。それゆえ、リグ・ヴェーダ dāivya- 「神の（divine）」は 実際には三音節であるとして分析される（dāiviya-）が、satya- 「ただしい（true）」は綴り字通りに韻律が分析されるのである。

### 他の語派への拡大
ジーファースののち、これらのすべての証拠は不十分であったが、ギリシャ語とラテン語での似た様な *uw と *u の交替を研究者たちは発見した。時が経つにつれて、鼻音と流音の子音における成節性の類似の交替に関する証拠が発表されたが、そのような交替は永続的で、実際には不可逆的な痕跡を残したという事実にもかかわらず、これらの証拠は非常に不十分である。例えば、サンスクリット語の「道具接尾辞（tool-suffix）」 -tra- （例： pō-tra- 「盃、容器（drinking cup, vessel）」）は殆ど常に子音又は長母音に後続するので、 *-tira- でなければならないが、**pōtira-のような形は存在しない。このように書かれた、あるいは韻律分析された証拠は、リグ・ヴェーダや他のどのインド語の資料においても実際に見られる。ほとんど共通だった接尾辞 **-tira- がどのように -tra- によって置き換えられたかはよくわかっていない。